# Lucio Antistio Veto
Lucio Antistio Veto (en latín, Lucius Antistius Vetus) fue un senador romano del siglo I que desarrolló su cursus honorum bajo el imperio de Tiberio.

## Vida
Era hijo de Cayo Antistio Veto consul ordinarius en 6 a. C. y hermano de Gayo Antisitio Veto, consul ordinarius en 23 d. C. Su único cargo conocido fue el de consul suffectus en 28 d. C.